# Manettia congesta
Manettia congesta là một loài thực vật có hoa trong họ Thiến thảo. Loài này được (Vell.) K.Schum. mô tả khoa học đầu tiên năm 1889.